# Konrad Smuga
Konrad Smuga (ur. 1966 w Kielcach) – polski reżyser telewizyjny, producent telewizyjny i scenarzysta, który współpracuje z TVP oraz telewizją Polsat.

## Programy telewizyjne
- Ameryka da się lubić
- Awantura o kasę
- Big Music Quiz
- Bitwa na głosy[3]
- Czar par
- Duety do mety
- Europa da się lubić[4]
- Fabryka Gwiazd
- Grasz czy nie grasz
- Gwiezdny cyrk
- Herbatka u Tadka
- Halo miliard
- Hugo
- Idol[1]
- Kabaret na dobry wieczór. Paranienormalni Show
- Kabaret na żywo
- Kocham Dwójkę. Złoty jubileusz
- Kuba Wojewódzki
- Moja klasa – Back to School
- Najlepszy z najlepszych
- Ona i On – wojna płci
- Postaw na milion
- Randka w ciemno
- Rolnik szuka żony[5]
- Saper
- Sekrety rodzinne
- Teleadwokat
- Va banque (pierwsze odcinki nowej serii nagrywane na Inżynierskiej)
- Wakacyjna Trasa Dwójki
- Wielki Poker
- Zgadula
- Znaki zodiaku

Był pomysłodawcą programu Talent, zgłoś się, który jednak nie trafił na antenę TVP1.
Wyreżyserował występy sceniczne dla reprezentantów Polski w Konkursie Piosenki Eurowizji (2017–2019) oraz Konkurs Piosenki Eurowizji dla Dzieci (2018–2020). Był dyrektorem artystycznym i producentem wykonawczym 17. Konkursu Piosenki Eurowizji dla Dzieci w Gliwicach i 18. Konkursu Piosenki Eurowizji dla Dzieci w Warszawie.